# رباط سيدي خنفير
رباط سيدي خنفير واحد من أبراج المدينة العتيقة بصفاقس.

## موقعه
يوجد رباط سيدي خنفير بالواجهة الشرقية لسور المدينة.

## تاريخه
بني الرباط في القرن الخامس عشر خلال فترة حكم الحفصيين. و قد اتخذ اسمه من الشيخ سعيد خنفير المدفون به. هذا الأخير كان من أهم علماء مدينة صفاقس.

## هندسته
يتكون البرج سداسي الأضلاع من حجرتين. السفلية يوجد بها قبر المرابط سعيد خنفير في حين خصصت الحجرة العليا لمراقبة البحر من خلال ثقب مستدير بواجهته. 
يبلغ ارتفاع رباط سيدي سعيد خنفير 14م.